# Mark Gregory
Marco De Gregorio, mais conhecido como Mark Gregory (Roma, 2 de maio de 1964 — Castel Madama, 31 de janeiro de 2013) foi um ator italiano.

## Carreira
Gregory trabalhava como garçom quando foi descoberto em uma academia de Roma. Após sua noiva enviar um vídeo seu para a Fulvia Film, ele foi selecionado entre cerca de 2 mil participantes para atuar como o personagem "Trash" do filme de ficção científica de 1982 1990: I guerrieri del Bronx, onde atuou com Christopher Connelly e Fred Williamson. O filme foi fortemente baseado com Mad Max 2 (1981) and The Warriors (1979). Ele atuou como Adão no filme religioso italiano Adam and Eve vs the Cannibals (1983). O seu visual sombrio o fez ser selecionado para atuar como o nativo-americano vingativo no filme inspiardo por First Blood, Thunder Warrior (1983). Ele também atuou em Delta Force Commando (1988), junto com Fred Williamson.
último filme que ele atuou foi Afghanistan – The Last War Bus (1989).

## Vida pessoal
De acordo com os documentos do primeiro filme que ele participou,  1990: The Bronx Warriors, o nome original de Gregory é Marco De Gregorio. Por um longo tempo, a mídia escrevia seu nome erroneamente, como Marco Di Gregorio. Ele cresceu na área de Porta Pia/Piazza Fiume in Rome. Também de acordo com a documentação, Gregory tinha 18 anos quando gravou seu primeiro filme, não 17.
Depois Afghanistan – The Last War Bus, Gregory abandonou a indústria cinematográfica. De acordo com um de seus colegas, Bobby Rhodes, "[e]m algum ponto, ele (Mark Gregory) se aborreceu com o ambiente de trabalho e saiu... bem assim, do nada. Agora ele é um pintor e um madonnaro. Eu não sei o que o decepcionou e o fez cortar tudo drasticamente; mas uma coisa é certa: Ele não quer mais saber de nada sobre cinema. Estranho, porque Marco saiu no ápice de sua carreira, e ele estava começando a receber um bom cachê...".
Após o final da sua carreira, em algum ponto Gregory foi alegadamente vítima de um golpe que o fez perder sua casa e tudo o que ele tinha. Depois, ele se mudou para Castel Madama, uma antiga periferia de Roma, mas ele sempre sofreu com problemas financeiros e psicológicos. Em 31 de janeiro de 2013, aos 48 anos, ele cometeu suicídio com uma overdose de drogas psicotrópicas.

## Filmografia
| Ano  | Título                             | Papel                   | Notas |
| ---- | ---------------------------------- | ----------------------- | ----- |
| 1982 | 1990: The Bronx Warriors           | Trash                   |       |
| 1983 | Adam and Eve: The First Love Story | Adão                    |       |
| 1983 | Escape from the Bronx              | Trash                   |       |
| 1983 | Thunder Warrior                    | Luis "Thunder" Martinez |       |
| 1987 | Thunder Warrior II                 | Luis "Thunder" Martinez |       |
| 1988 | Thunder Warrior III                | Luis "Thunder" Martinez |       |
| 1988 | Delta Force Commando               |                         |       |
| 1888 | Ten Zan: The Ultimate Mission      | Jason                   |       |
| 1988 | Un maledetto soldato               | Mark                    |       |
| 1989 | Afghanistan – The Last War Bus     | Johnny Hondo            |       |